# Deutsche Oper Berlin
Deutsche Oper Berlin este cea mai mare operă din Berlin, a doua ca mărime din Germania, după Bayerische Staatsoper din München.